# Lovať
Lovať (rusky Ловать) je řeka v Novgorodské a v Pskovské oblasti v Rusku, přičemž začátek jejího toku zasahuje do Vitebské oblasti Běloruska. Je dlouhá 530 km. Povodí řeky je 21 900 km².

## Průběh toku
Odtéká z jezera Lovatěc na severovýchodě Běloruska. Její koryto je hodně členité. Ústí do jezera Ilmeň, přičemž vytváří rozsáhlou deltu zároveň s řekou Polou.

### Přítoky
- zleva – Lokňa, Reďja, Polisť
- zprava – Kuňja

## Vodní režim
Zdrojem vody jsou převážně sněhové srážky. Průměrný roční průtok vody ve vzdálenosti 193 km od ústí činí 105 m³/s. Zamrzá na konci listopadu až na začátku ledna a rozmrzá v březnu až v dubnu.

## Využití
Je splavná pro vodáky v délce 490 km. Vodní doprava je možná v délce 70 km na dolním toku. Na řece leží města Velikije Luki, Cholm.

## Historie
Ve středověku sloužila řeka jako obchodní cesta Varjagů z Baltského moře přes Dněpr do Černého moře. Tato cesta se nazývala Od Varjagů k Řekům.